# Melanagromyza insignita
Melanagromyza insignita este o specie de muște din genul Melanagromyza, familia Agromyzidae, descrisă de Spencer în anul 1966. Conform Catalogue of Life specia Melanagromyza insignita nu are subspecii cunoscute.